# Order Ľudovíta Štúra
Order Ľudovíta Štúra (słow. Rad Ľudovíta Štúra) – trzecie (po Orderze Podwójnego Białego Krzyża i Orderze Andreja Hlinki) w kolejności starszeństwa słowackie odznaczenie państwowe (ale drugie w kolejności, przeznaczone wyłącznie dla obywateli Republiki Słowackiej), nadawane za wybitne zasługi na rzecz rozwoju demokracji, ochrony wolności i praw człowieka, za rozwój obrony i bezpieczeństwa Republiki Słowackiej, za wybitne zasługi dla rozwoju polityki, gospodarki i zarządzania, za osiągnięcia dziedzinie gospodarki, samorządu, nauki i techniki, edukacji, kultury, sztuki, sportu i spraw społecznych, oraz za szerzenie dobrego imienia Republiki Słowackiej poza jej granicami.
Order Ľudovíta Štúra ustanowiono ustawą nr 37/1994 z dnia 2 lutego 1994. Nosi imię Ľudovíta Štúra – słowackiego działacza narodowego żyjącego w XIX wieku.
Order posiada dwie wersje – cywilną i wojskową, z których każda ma trzy klasy.
Z tytułu pełnienia urzędu, każdorazowy Prezydent Republiki Słowackiej jest Kawalerem Orderu Ľudovíta Štúra I Klasy.
| I Klasa | II Klasa | III Klasa |